# 沖縄市サッカー場
沖縄市サッカー場（おきなわし・サッカーじょう）は、沖縄市コザ運動公園（沖縄市総合運動場）にあったサッカー・ラグビーの専用競技場。
敷地は、第二次世界大戦後にアメリカ空軍嘉手納基地の一部となっていたが、1987年に返還され、球技場として整備された。2013年6月、施設の芝生張替え工事を行うにあたり、芝生を掘り起こしていたところ、ベトナム戦争時に使われていた枯葉剤のものと思われるドラム缶が埋め込まれていたことが分かった。
近接地の沖縄市陸上競技場、沖縄県総合運動公園陸上競技場を本拠としているFC琉球の練習にも使用されているほか、沖縄県の地域のサッカー・ラグビーの大会にも使われていた。
2017年、正式に閉鎖され、駐車場として活用されることになった。

## 施設概要
- ピッチサイズ　100m×65m（天然芝。2013年3月から着工した改修工事により人工芝に転換[3] 予定になっていたが、前述の枯葉剤と思われるドラム缶が発見されたことを受けた土壌調査[4] により工事が中断しており、当初予定していた8月竣工が大幅に遅れていた）
- 収容人員　784人（鉄骨製）
- 照明塔　8基
- スコアボードなどは常設なし